# Бюлерцелль
Бюлерцелль (нем. Bühlerzell) — община в Германии, в земле Баден-Вюртемберг.
Подчиняется административному округу Штутгарт. Входит в состав района Швебиш-Халль. Население составляет 2100 человек (на 31 декабря 2010 года). Занимает площадь 49,32 км².